# Junkers J 5
El Junkers J 5 era una designación asignada a varios diseños de aviones de combate.

## Variantes
A principios de 1917, Junkers desarrolló al menos dos diseños de aviones de combate monoplano de ala voladiza basados en el J4.

### J 5I
El primer diseño, conocido como J 5I, tenía un motor Siemens Sh2 u Oberursel UR.II detrás de la cabina .

### J 5II
El segundo diseño era tener el motor delante del piloto.

### J 5III (J 6)
Un tercer diseño también se desarrolló bajo la designación J 5III (más tarde J 6) con un Mercedes D.IIIa y un ala de parasol.